# Foro (partido político)
Foro fue un partido político español de la década de 1990 fundado y liderado por Eduardo Punset.
Foro fue inscrito en el registro de partidos políticos del Ministerio del Interior en junio de 1991 por Eduardo Punset, tras abandonar éste el Centro Democrático y Social (CDS). Fue presentado en febrero de 1992, como una plataforma de debate político, para pasar a actuar como partido político poco tiempo después. 
Se definía como de centro liberal, que propugnaba un discurso regeneracionista con listas abiertas, limitación de los mandatos presidenciales y reforma de la ley electoral española. Se presentó a las elecciones europeas de 1994 en coalición con el Centro Democrático y Social, con Punset como cabeza de lista. La coalición obtuvo 183.418 votos (0,99%) sin conseguir ningún acta de eurodiputado. 
Foro se disolvió en marzo de 1995, y Punset abandonó la política.